# Elección legislativa de Francia de 1876
Las elecciones legislativas de Francia de 1876 se realizaron el 20 de febrero y 15 de marzo de 1876.

## Resultados
| Partidos | Partidos               | Votos     | Escaños | % Votos |
| -------- | ---------------------- | --------- | ------- | ------- |
|          | Izquierda Republicana  | 2.675.289 | 193     | 36.21%  |
|          | Unión Republicana      | 1.358.437 | 98      | 18.39%  |
|          | Bonapartistas          | 1.053.482 | 76      | 14.25%  |
|          | Centro-izquierda       | 665.357   | 48      | 09.01%  |
|          | Orleanistas            | 554.464   | 40      | 07.50%  |
|          | Legitimistas           | 332.678   | 24      | 04.50%  |
|          | Constitucionalistas    | 304.955   | 22      | 04.13%  |
|          | Republicanos moderados | 235.647   | 17      | 03.19%  |
|          | Otros                  | 207.924   | 15      | 02.81%  |